# Primera División Regional Aficionados de Castilla y León 2021-22
La temporada 2021-22 de la Primera División Regional Aficionados de Castilla y León de fútbol corresponde a la trigésimo sexta edición de la competición y la vigésimo tercera con su actual denominación. Esta es la primera temporada de la competición en el sexto nivel del sistema de Ligas de fútbol de España. La primera fase de la competición arrancó el 11 de septiembre de 2021 y terminó el 29 de mayo de 2022. Con posterioridad se disputó el play-off de ascenso a Tercera RFEF, que comenzó el 4 de junio y finalizó el 25 de junio y que decidió una de las tres plazas de ascenso en juego.

## Sistema de competición
Tras la temporada de transición motivada por la pandemia de COVID-19 la competición recupera el formato que tenía hasta la temporada 2019-20, con diferencias relevantes.
El número inicial de 36 equipos de los que iba a constar la temporada se redujo a 34 tras la disolución del C.D. Castilla Palencia y la renuncia del C.D. Hergar Camelot Helmántica a competir en esta categoría para hacerlo en la Primera División Provincial Aficionados de Castilla y León. De forma excepcional y para mantener la distribución de los grupos de forma equilibrada se transfirió a los equipos de la provincia de Ávila al grupo B, junto a los equipos de las provincias de León, Salamanca, Valladolid y Zamora.
Participan treinta y cuatro clubes repartidos en dos grupos de 17 equipos cada uno y distribuidos siguiendo criterios geográficos. Se enfrentan todos contra todos en dos ocasiones -una en campo propio y otra en campo contrario- durante un total de 34 jornadas. El orden de los encuentros se decide por sorteo antes de empezar la competición. La Federación de Fútbol de Castilla y León es la responsable de designar las fechas de los partidos y los árbitros de cada encuentro, reservando al equipo local la potestad de fijar el horario exacto de cada encuentro.
La clasificación final se establece con arreglo a los puntos obtenidos en cada enfrentamiento a razón de tres por partido ganado, uno por empatado y ninguno en caso de derrota. Si al finalizar el campeonato dos equipos obtuviesen la misma puntuación, los mecanismos para desempatar la clasificación serán los siguientes:
1. El equipo que haya marcado más goles al otro en los enfrentamientos entre ambos.
2. Si persiste el empate, se tendrá en cuenta la diferencia de goles a favor y en contra en todos los encuentros del campeonato, prevaleciendo la diferencia más positiva.
3. De persistir aun así el empate, se tendrá en cuenta el número de goles marcados en todo el campeonato, prevaleciendo la mayor cantidad.

Si el empate a puntos se produce entre tres o más clubes, los sucesivos mecanismos de desempate son los siguientes:
1. La mejor puntuación de la que a cada uno corresponda a tenor de los resultados de los partidos jugados entre sí por los clubes implicados.
2. La mayor diferencia de goles a favor y en contra, considerando únicamente los partidos jugados entre sí por los clubes implicados.
3. La mayor diferencia de goles a favor y en contra teniendo en cuenta todos los encuentros del campeonato.
4. El mayor número de goles a favor teniendo en cuenta todos los encuentros del campeonato.

Una vez finalizada la fase regular de la competición, el primer clasificado de cada grupo asciende directamente a Tercera División RFEF.
El segundo y el tercer clasificados de cada grupo disputarán un Play-Off formado por dos rondas de eliminatorias a doble partido. El equipo que supere ambas rondas obtendrá el ascenso a la Tercera División RFEF.
Para asegurar en la siguiente temporada el retorno de los equipos de la provincia de Ávila al grupo A, éste contará con seis posiciones de descenso a la Primera División Provincial, por uno solo en el grupo B. En caso de que el último clasificado del grupo B sea uno de los dos equipos abulenses en competición se transferirá una posición de descenso del grupo A al grupo B, repitiéndose este proceso una vez más si el penúltimo clasificado es el otro equipo de la provincia de Ávila.
Aparte de estas siete plazas fijas de descenso habrá otras variables, una por cada uno de los clubes que desciendan de la Tercera División RFEF y que se establecerá en el grupo al que dicho club quede asignado, restando además una plaza en el grupo del que proceda el equipo que ascienda a esa misma categoría por medio de los play-off.
Los posibles descensos extra a la categoría inmediatamente inferior estarán condicionados al paso por la vía deportiva de equipos castellanos y leoneses de Tercera a Segunda División RFEF en la presente temporada y viceversa, así como por los descensos extra de la Tercera División RFEF a Primera División Regional que se deriven de dicho trasvase de equipos (uno por cada equipo de más que descienda procedente de la Tercera División RFEF). A fin de dejar para la próxima temporada el grupo VIII de la Tercera División RFEF en 16 equipos y la Primera División Regional en 34 (17 por grupo) no se contemplarán ascensos extra de ningún tipo.
El sistema de competición y las consecuencias clasificatorias fueron aprobadas por la FCyLF.

## Ascensos y descensos
Los equipos que mantuvieron la categoría en la anterior temporada participan en la actual, junto a los siete equipos descendidos de la Tercera División. Las posiciones de descenso indicadas son las absolutas de la categoría, no de subgrupos.
| Pos.            | Ascendidos a Tercera División RFEF |
| --------------- | ---------------------------------- |
| 1.º (Grupo A-1) | Palencia C.F.                      |
| 1.º (Grupo B-2) | C.D. Ribert                        |
| 2.º (Grupo B-2) | Ciudad Rodrigo C.F.                |

| Pos. | Descendidos de Tercera División |
| ---- | ------------------------------- |
| 17.º | La Bañeza F.C.                  |
| 18.º | CyD Cebrereña                   |
| 19.º | C.D. Bupolsa                    |
| 20.º | C.D. Becerril                   |
| 21.º | C.D. La Granja                  |
| 22.º | C.D. Peñaranda                  |
| 23.º | Real Burgos C.F.                |

| Pos. | Descendidos a Primera División Provincial |
| ---- | ----------------------------------------- |
| 20.º | C.D. Hergar Camelot Helmántica            |
| 33.º | C.D.F. Carejas Paredes                    |
| 34.º | C.D. Onzonilla                            |
| 35.º | C.D. Bosco de Arévalo                     |
| 36.º | C.D. Coreses                              |
| 37.º | C.D. Universidad de Valladolid            |
| 38.º | C.D. Internacional Vista Alegre           |
| 39.º | Abejar C.F.                               |
| 40.º | C.D. Navega                               |
| 41.º | C.D. San Esteban de Gormaz                |
| 42.º | C.D. San Agustín Valladolid               |

| Pos.            | Equipos disueltos      |
| --------------- | ---------------------- |
| 2.º (Grupo A-1) | C.D. Castilla Palencia |

## Participantes

### Información sobre los equipos participantes

#### Grupo A
| Equipo                            | Localidad                                   | Estadio                     |
| --------------------------------- | ------------------------------------------- | --------------------------- |
| C. D. Becerril                    | Becerril de Campos                          | Mariano Haro                |
| C.F. Briviesca                    | Briviesca                                   | Diego Dávila Álvarez        |
| C. D. Bupolsa                     | Burgos                                      | Luis Pérez Arribas          |
| C.D. Calasanz                     | Soria                                       | José Andrés Diago 2         |
| C. D. La Granja                   | La Granja de San Ildefonso                  | El Hospital                 |
| C.D. Monteresma La Atalaya        | Palazuelos de Eresma                        | La Mina Palazuelos          |
| C.D. Palencia Cristo Atlético "B" | Palencia                                    | El Otero                    |
| Racing Lermeño C.F.               | Lerma                                       | El Arlanza                  |
| Real Burgos C.F.                  | Burgos                                      | San Amaro                   |
| C.P. Salas                        | Salas de los Infantes                       | San Isidro                  |
| C.D. San José                     | Soria                                       | San Juan                    |
| Sporting Uxama                    | El Burgo de Osma                            | Municipal del Burgo de Osma |
| C. D. Tardelcuende                | Tardelcuende                                | Polideportivo Abel Antón    |
| Turégano C. F.                    | Turégano                                    | El Burgo Turégano           |
| Unami C.P.                        | Segovia                                     | La Albuera                  |
| C.D. Villamuriel                  | Villamuriel de Cerrato                      | Rafael Vázquez Sedano       |
| Villarcayo Nela C.F.              | Villarcayo de Merindad de Castilla la Vieja | El Soto                     |

#### Grupo B
| Equipo                        | Localidad               | Estadio                        |
| ----------------------------- | ----------------------- | ------------------------------ |
| Atlético Candeleda            | Candeleda               | El Llano                       |
| C.D. Atlético Mansillés       | Mansilla de las Mulas   | La Caldera                     |
| Béjar Industrial              | Béjar                   | Mario Emilio                   |
| C.D. Benavente                | Benavente               | Luciano Rubio                  |
| Betis C.F.                    | Valladolid              | Nemesio Gómez "Peque"          |
| C.D. Bovedana                 | La Bóveda de Toro       | Municipal Bóveda del Toro      |
| CyD Cebrereña                 | Cebreros                | El Mancho                      |
| S.D. Fabero                   | Fabero                  | Municipal de Fabero            |
| La Bañeza F.C.                | La Bañeza               | La Llanera                     |
| La Cistérniga C.F.            | La Cistérniga           | Municipal La Cistérniga 1      |
| C.D. Laguna                   | Laguna de Duero         | La Laguna                      |
| C.D. Mojados                  | Mojados                 | Municipal Mojados              |
| C.D. Peñaranda                | Peñaranda de Bracamonte | Luis García García             |
| S.D. Ponferradina "B"         | Ponferrada              | Compostilla Vicente del Bosque |
| Real Salamanca Monterrey C.F. | Salamanca               | Reina Sofía                    |
| C.D. Villa de Simancas        | Simancas                | Los Pinos                      |
| C.D. Villaralbo               | Villaralbo              | Los Barreros                   |

| Atlético Candeleda Cebrereña Briviesca Bupolsa Racing Lermeño Real Burgos Salas Villarcayo Nela Atlético Mansillés Fabero La Bañeza Ponferradina "B" Becerril Palencia Cristo Atlético "B" Villamuriel Béjar Industrial Peñaranda Real Salamanca Monterrey La Granja Monteresma La Atalaya Turégano Unami Calasanz San José Sporting Uxama Tardelcuende Betis C.F. La Cistérniga Laguna Mojados Villa de Simancas Benavente Bovedana Villaralbo |

### Equipos por Provincia
| N.º | Provincia  | Equipos                                                                                                 | Grupo |
| --- | ---------- | --- | ----- |
| 6   | Burgos     | C.F. Briviesca, C. D. Bupolsa, Racing Lermeño C.F., Real Burgos C.F., C.P. Salas y Villarcayo Nela C.F. | A     |
| 3   | Palencia   | C. D. Becerril, C.D. Palencia Cristo Atlético "B" y C.D. Villamuriel                                    | A     |
| 4   | Segovia    | C. D. La Granja, C.D. Monteresma La Atalaya, Turégano C.F. y Unami C.P.                                 | A     |
| 4   | Soria      | C.D. Calasanz de Soria, C.D. San José de Soria, Sporting Club Uxama y C.D. Tardelcuende                 | A     |
| 2   | Ávila      | Atlético Candeleda y CyD Cebrereña                                                                      | B     |
| 4   | León       | C.D. Atlético Mansillés, S.D. Fabero, La Bañeza F.C. y S.D. Ponferradina "B"                            | B     |
| 3   | Salamanca  | Béjar Industrial, C.D. Peñaranda y Real Salamanca Monterrey C.F.                                        | B     |
| 5   | Valladolid | C.D. Betis C.F., C.D. La Cistérniga, C.D. Laguna, C.D. Mojados y C.D. Villa de Simancas                 | B     |
| 3   | Zamora     | C.D. Benavente, C.D. Bovedana y C.D. Villaralbo                                                         | B     |

## Fase regular

### Grupo A

#### Clasificación
| Pos. | Equipo                            | Pts. | PJ | G  | E | P  | GF | GC | Dif. |                                                                      |
| ---- | --------------------------------- | ---- | -- | -- | - | -- | -- | -- | ---- | -------------------------------------------------------------------- |
| 1    | C. D. Becerril (A, C)             | 75   | 30 | 23 | 6 | 1  | 59 | 12 | +47  | Ascenso a Tercera División RFEF                                      |
| 2    | Unami C.P. (A)                    | 74   | 30 | 24 | 2 | 4  | 68 | 24 | +44  | Acceso a promoción de ascenso a Tercera División RFEF                |
| 3    | Turégano C.F. (X)                 | 59   | 30 | 17 | 8 | 5  | 53 | 28 | +25  | Acceso a promoción de ascenso a Tercera División RFEF y Copa del Rey |
| 4    | C.D. Palencia Cristo Atlético "B" | 56   | 30 | 17 | 5 | 8  | 72 | 42 | +30  |                                                                      |
| 5    | C.D. San José                     | 54   | 30 | 17 | 3 | 10 | 55 | 44 | +11  |                                                                      |
| 6    | C.D. Villamuriel                  | 49   | 30 | 15 | 4 | 11 | 67 | 46 | +21  |                                                                      |
| 7    | C. D. La Granja                   | 48   | 30 | 15 | 3 | 12 | 59 | 45 | +14  |                                                                      |
| 8    | C.F. Briviesca                    | 46   | 30 | 14 | 4 | 12 | 45 | 36 | +9   |                                                                      |
| 9    | Villarcayo Nela C.F.              | 42   | 30 | 13 | 3 | 14 | 37 | 39 | −2   |                                                                      |
| 10   | C.D. Calasanz                     | 37   | 30 | 10 | 7 | 13 | 50 | 54 | −4   |                                                                      |
| 11   | Sporting Uxama                    | 37   | 30 | 11 | 4 | 15 | 43 | 53 | −10  |                                                                      |
| 12   | Racing Lermeño C.F.               | 29   | 30 | 8  | 5 | 17 | 37 | 58 | −21  |                                                                      |
| 13   | C.P. Salas (D)                    | 29   | 30 | 8  | 5 | 17 | 35 | 55 | −20  | Descenso a Primera División Provincial                               |
| 14   | C.D. Monteresma La Atalaya (D)    | 23   | 30 | 7  | 2 | 21 | 35 | 87 | −52  | Descenso a Primera División Provincial                               |
| 15   | C. D. Bupolsa (D)                 | 22   | 30 | 5  | 7 | 18 | 21 | 50 | −29  | Descenso a Primera División Provincial                               |
| 16   | C.D. Tardelcuende (D)             | 5    | 30 | 1  | 2 | 27 | 10 | 73 | −63  | Descenso a Primera División Provincial                               |
| 17   | Real Burgos C.F. (D, Z)           | 0    | 0  | 0  | 0 | 0  | 0  | 0  | 0    | Descenso a Primera División Provincial                               |

Actualizado a los partidos jugados el 29 de mayo de 2022.
 Fuente: Resultados Fútbol
Criterios de clasificación: Puntos · Enfrentamientos directos · Diferencia de goles · Goles a favor.
Notas:
1. ↑  El Turégano C.F. se clasificó para la Copa del Rey como perdedor de la final del play-off de ascenso a Tercera Federación.
2. ↑  El Real Burgos C.F. fue descalificado por su incomparecencia en sus encuentros correspondientes a las dos primeras jornadas y descendido a la Primera División Provincial.[2]

#### Resultados
| Local \ Visitante                 | BEC | BRI | BUP | CAL | LGR | MLA | PACb | RBU   | RLR | SAL | SJS | TAR | TUR | UNA | UXA   | VLM | VNL |
| --------------------------------- | --- | --- | --- | --- | --- | --- | ---- | ----- | --- | --- | --- | --- | --- | --- | ----- | --- | --- |
| C.D. Becerril                     | —   | 3–0 | 2–0 | 1–0 | 2–1 | 5–0 | 3–0  | X     | 0–0 | 1–0 | 1–1 | 2–0 | 2–0 | 2–3 | 0–0   | 3–0 | 4–0 |
| C.F. Briviesca                    | 0–2 | —   | 2–1 | 2–2 | 3–0 | 0–1 | 2–1  | Susp. | 5–2 | 0–1 | 0–1 | 3–0 | 2–2 | 2–0 | 3–0   | 0–2 | 0–1 |
| C.D. Bupolsa                      | 0–0 | 1–2 | —   | 1–1 | 0–2 | 2–4 | 1–1  | X     | 3–1 | 1–0 | 1–2 | 1–0 | 0–4 | 0–2 | 0–1   | 1–3 | 0–2 |
| C.D. Calasanz                     | 0–5 | 0–2 | 3–0 | —   | 7–1 | 2–0 | 2–2  | X     | 2–1 | 3–2 | 1–0 | 0–0 | 0–1 | 2–3 | 0–2   | 1–2 | 0–1 |
| C.D. La Granja                    | 1–2 | 0–2 | 1–1 | 5–1 | —   | 4–0 | 1–3  | X     | 3–0 | 3–2 | 2–1 | 2–0 | 1–0 | 0–1 | 3–1   | 2–2 | 0–2 |
| C.D. Monteresma La Atalaya        | 1–2 | 3–2 | 1–2 | 1–3 | 0–6 | —   | 1–2  | X     | 2–1 | 3–2 | 1–2 | 1–0 | 3–3 | 0–4 | 2–6   | 1–4 | 4–1 |
| C.D. Palencia Cristo Atlético "B" | 2–4 | 2–1 | 3–0 | 3–3 | 3–1 | 7–1 | —    | X     | 5–0 | 2–1 | 4–2 | 9–0 | 0–0 | 3–1 | 2–1   | 1–1 | 5–2 |
| Real Burgos C.F.                  | X   | X   | X   | X   | X   | X   | X    | —     | X   | X   | X   | X   | X   | X   | Susp. | X   | X   |
| Racing Lermeño C.F.               | 0–1 | 0–1 | 0–0 | 2–3 | 3–2 | 1–0 | 3–2  | X     | —   | 4–1 | 0–3 | 4–0 | 0–3 | 0–4 | 2–2   | 2–3 | 2–0 |
| C.P. Salas                        | 1–1 | 1–3 | 2–1 | 1–1 | 0–3 | 2–2 | 0–1  | X     | 2–2 | —   | 0–2 | 2–0 | 1–2 | 1–2 | 3–0   | 1–0 | 1–0 |
| C.D. San José                     | 0–2 | 2–1 | 2–1 | 2–1 | 3–1 | 3–0 | 3–0  | X     | 2–1 | 2–0 | —   | 3–0 | 2–2 | 1–4 | 1–0   | 3–2 | 0–0 |
| C.D. Tardelcuende                 | 0–1 | 1–2 | 0–0 | 1–2 | 0–2 | 2–1 | 1–3  | X     | 1–3 | 1–3 | 0–6 | —   | 0–1 | 0–2 | 0–1   | 0–1 | 2–3 |
| Turégano C.F.                     | 1–2 | 0–0 | 0–0 | 3–2 | 2–0 | 2–1 | 1–0  | X     | 2–0 | 1–1 | 5–1 | 2–0 | —   | 0–2 | 3–2   | 3–1 | 3–0 |
| Unami C.P.                        | 0–0 | 3–1 | 4–0 | 2–1 | 0–5 | 6–0 | 1–0  | X     | 1–0 | 6–0 | 2–0 | 4–0 | 0–0 | —   | 3–1   | 2–1 | 0–2 |
| Sporting Uxama                    | 1–4 | 1–1 | 2–1 | 1–3 | 1–1 | 5–1 | 2–3  | X     | 1–2 | 1–3 | 4–1 | 2–0 | 1–0 | 0–1 | —     | 3–6 | 2–1 |
| C.D. Villamuriel                  | 0–1 | 2–1 | 2–0 | 3–3 | 3–4 | 5–0 | 2–3  | X     | 3–0 | 4–1 | 5–3 | 3–1 | 3–5 | 2–3 | 2–0   | —   | 0–0 |
| Villarcayo Nela C.F.              | 0–1 | 1–2 | 1–2 | 4–1 | 0–2 | 1–0 | 1–0  | X     | 1–1 | 3–0 | 3–1 | 4–0 | 1–2 | 0–2 | 1–2   | 1–0 | —   |

#### Máximos goleadores
| Pos. | Jugador               | Equipo                       | Goles | Partidos |
| ---- | --------------------- | ---------------------------- | ----- | -------- |
| 1º   | Amado Antolín         | Palencia Cristo Atlético "B" | 23    | 30       |
| 2º   | César Simón           | C.D. Villamuriel             | 21    | 28       |
| 3º   | Héctor Álvarez        | Unami C.P.                   | 19    | 26       |
| 4º   | Víctor Manuel Pascual | C.D. Monteresma La Atalaya   | 17    | 29       |
| 5º   | José Manuel Martín    | Palencia Cristo Atlético "B" | 15    | 21       |
| 6º   | Diego Alcubilla       | Unami C.P.                   | 14    | 24       |
| 7º   | Daniel Lázaro         | C.D. La Granja               | 13    | 23       |
| 7º   | Sergio Madrigal       | C.D. Calasanz                | 13    | 25       |
| 7º   | Rubén Vallejo         | C.D. Becerril                | 13    | 29       |

### Grupo B

#### Clasificación
| Pos. | Equipo                            | Pts. | PJ | G  | E  | P  | GF | GC | Dif. |                                                       |
| ---- | --------------------------------- | ---- | -- | -- | -- | -- | -- | -- | ---- | ----------------------------------------------------- |
| 1    | S.D. Ponferradina "B" (A, C)      | 70   | 32 | 21 | 7  | 4  | 64 | 20 | +44  | Ascenso a Tercera División RFEF                       |
| 2    | C.D. Villaralbo                   | 67   | 32 | 20 | 7  | 5  | 79 | 39 | +40  | Acceso a promoción de ascenso a Tercera División RFEF |
| 3    | C.D. Mojados                      | 60   | 32 | 18 | 6  | 8  | 68 | 45 | +23  | Acceso a promoción de ascenso a Tercera División RFEF |
| 4    | C.D. Atlético Mansillés           | 57   | 32 | 17 | 6  | 9  | 58 | 28 | +30  |                                                       |
| 5    | CyD Cebrereña                     | 53   | 32 | 15 | 8  | 9  | 39 | 34 | +5   |                                                       |
| 6    | C.D. Villa de Simancas            | 53   | 32 | 15 | 8  | 9  | 44 | 30 | +14  |                                                       |
| 7    | C.D. Benavente                    | 48   | 32 | 14 | 6  | 12 | 41 | 42 | −1   |                                                       |
| 8    | C.D. Laguna                       | 48   | 32 | 13 | 9  | 10 | 53 | 45 | +8   |                                                       |
| 9    | La Bañeza F.C.                    | 48   | 32 | 12 | 12 | 8  | 51 | 39 | +12  |                                                       |
| 10   | Betis C.F.                        | 45   | 32 | 13 | 6  | 13 | 50 | 53 | −3   |                                                       |
| 11   | La Cistérniga C.F.                | 41   | 32 | 12 | 5  | 15 | 41 | 45 | −4   |                                                       |
| 12   | C.D. Peñaranda                    | 39   | 32 | 10 | 9  | 13 | 41 | 38 | +3   |                                                       |
| 13   | S.D. Fabero                       | 38   | 32 | 11 | 5  | 16 | 39 | 60 | −21  | Descenso a Primera División Provincial                |
| 14   | Real Salamanca Monterrey C.F. (D) | 38   | 32 | 11 | 5  | 16 | 45 | 50 | −5   | Descenso a Primera División Provincial                |
| 15   | Béjar Industrial (D)              | 32   | 32 | 9  | 5  | 18 | 48 | 77 | −29  | Descenso a Primera División Provincial                |
| 16   | C.D. Bovedana (D)                 | 20   | 32 | 5  | 5  | 22 | 31 | 76 | −45  | Descenso a Primera División Provincial                |
| 17   | Atlético Candeleda (D)            | 5    | 32 | 0  | 5  | 27 | 25 | 96 | −71  | Descenso a Primera División Provincial                |

Actualizado a los partidos jugados el 29 de mayo de 2022.
 Fuente: Resultados Fútbol
Criterios de clasificación: Puntos · Enfrentamientos directos · Diferencia de goles · Goles a favor.
Notas:
1. ↑  El S.D. Fabero, inicialmente descendido a Primera División Provincial fue ratificado por la FCyLF como equipo de Primera División Regional.
2. ↑  Plaza de descenso establecida por el descenso desde la Tercera División RFEF del C.D. Ribert.
3. ↑  Plaza de descenso establecida por el descenso desde la Tercera División RFEF del Salamanca C.F. UDS "B".
4. ↑  Plaza de descenso establecida por el descenso desde la Tercera División RFEF del Ciudad Rodrigo C.F.

#### Resultados
| Local \ Visitante             | BEJ | BEN | BET | BOV | CEB | CND | FAB | LAG | LBA | LCS | MNS | MOJ | PEÑ | PONb | RSM | VLB | VSM |
| ----------------------------- | --- | --- | --- | --- | --- | --- | --- | --- | --- | --- | --- | --- | --- | ---- | --- | --- | --- |
| Béjar Industrial              | —   | 3–1 | 2–0 | 5–2 | 0–1 | 4–3 | 1–1 | 0–1 | 1–1 | 0–3 | 2–5 | 0–1 | 1–2 | 2–2  | 4–0 | 2–2 | 2–1 |
| C.D. Benavente                | 3–1 | —   | 1–1 | 1–1 | 1–1 | 1–1 | 3–1 | 3–1 | 1–0 | 2–2 | 1–0 | 0–2 | 0–2 | 1–2  | 2–0 | 1–0 | 1–2 |
| Betis C.F.                    | 3–1 | 1–2 | —   | 0–0 | 4–0 | 1–0 | 4–1 | 0–0 | 3–5 | 2–1 | 2–1 | 1–4 | 1–1 | 0–4  | 2–1 | 2–3 | 1–0 |
| C.D. Bovedana                 | 2–3 | 4–2 | 1–3 | —   | 0–4 | 3–1 | 0–1 | 3–2 | 1–2 | 2–3 | 0–2 | 3–2 | 1–0 | 0–4  | 1–1 | 1–2 | 1–2 |
| CyD Cebrereña                 | 5–3 | 1–1 | 0–1 | 2–0 | —   | 3–0 | 1–0 | 0–0 | 1–6 | 2–1 | 1–0 | 4–1 | 2–1 | 1–0  | 1–0 | 2–3 | 1–0 |
| Atlético Candeleda            | 0–2 | 0–1 | 0–6 | 1–1 | 0–2 | —   | 1–3 | 2–2 | 2–2 | 0–2 | 0–2 | 1–5 | 1–2 | 0–2  | 2–6 | 2–4 | 2–2 |
| S.D. Fabero                   | 2–1 | 1–3 | 2–2 | 1–0 | 2–1 | 5–1 | —   | 2–0 | 0–2 | 2–1 | 2–1 | 0–0 | 2–1 | 0–2  | 3–0 | 0–3 | 0–3 |
| C.D. Laguna                   | 4–1 | 2–1 | 2–3 | 6–1 | 0–0 | 3–0 | 2–2 | —   | 0–1 | 2–0 | 2–1 | 2–1 | 0–4 | 1–2  | 0–1 | 4–2 | 1–1 |
| La Bañeza F.C.                | 0–0 | 0–1 | 2–2 | 2–0 | 0–0 | 3–2 | 3–2 | 1–3 | —   | 1–1 | 0–0 | 4–2 | 1–0 | 0–0  | 1–1 | 4–2 | 1–3 |
| La Cistérniga C.F.            | 2–1 | 1–0 | 2–0 | 2–2 | 0–1 | 1–0 | 3–1 | 1–2 | 0–3 | —   | 0–3 | 4–0 | 0–1 | 0–0  | 4–3 | 4–1 | 2–0 |
| C.D. Atlético Mansillés       | 3–1 | 2–0 | 2–0 | 3–0 | 3–0 | 4–0 | 4–0 | 1–2 | 1–1 | 2–0 | —   | 4–1 | 2–1 | 2–2  | 1–0 | 2–1 | 1–2 |
| C.D. Mojados                  | 6–1 | 3–1 | 2–1 | 3–0 | 3–0 | 2–0 | 4–0 | 2–2 | 1–1 | 3–0 | 1–0 | —   | 3–1 | 0–2  | 4–3 | 3–2 | 0–1 |
| C.D. Peñaranda                | 5–2 | 1–2 | 2–4 | 2–1 | 0–0 | 4–0 | 2–2 | 1–1 | 1–0 | 0–0 | 2–2 | 1–1 | —   | 0–1  | 2–0 | 0–2 | 0–0 |
| S.D. Ponferradina "B"         | 4–0 | 0–1 | 2–0 | 5–0 | 2–1 | 5–0 | 4–0 | 2–2 | 2–1 | 2–0 | 2–0 | 1–1 | 2–1 | —    | 1–2 | 0–0 | 4–1 |
| Real Salamanca Monterrey C.F. | 0–1 | 3–2 | 3–0 | 1–0 | 1–1 | 5–2 | 1–0 | 0–2 | 2–1 | 3–1 | 0–0 | 3–4 | 2–0 | 1–2  | —   | 1–3 | 1–2 |
| C.D. Villaralbo               | 9–0 | 3–0 | 5–0 | 6–0 | 1–0 | 4–1 | 3–1 | 3–1 | 2–2 | 3–0 | 2–2 | 1–1 | 1–0 | 2–0  | 1–0 | —   | 2–2 |
| C.D. Villa de Simancas        | 3–1 | 0–1 | 1–0 | 2–0 | 0–0 | 4–0 | 3–0 | 3–1 | 2–0 | 1–0 | 0–2 | 1–2 | 1–1 | 0–1  | 0–0 | 1–1 | —   |

#### Máximos goleadores
| Pos. | Jugador               | Equipo                 | Goles | Partidos |
| ---- | --------------------- | ---------------------- | ----- | -------- |
| 1º   | Emmanuel Tomás Manero | C.D. Villaralbo        | 21    | 29       |
| 2º   | David Terleira        | CyD Cebrereña          | 19    | 29       |
| 3º   | Víctor Román          | C.D. Villaralbo        | 16    | 29       |
| 3º   | Samuel Aparicio       | C.D. Mojados           | 16    | 31       |
| 3º   | Alberto Veintimilla   | C.D. Villa de Simancas | 16    | 31       |
| 3º   | Mauro Molina          | S.D. Ponferradina "B"  | 16    | 32       |
| 4º   | Álvaro Colino         | C.D. Laguna            | 15    | 32       |

## Play Off de Ascenso a Tercera División RFEF
Este play-off reunió a los segundos y terceros de cada grupo en la lucha por obtener una de las tres plazas de ascenso a Tercera División RFEF. El formato consistió en dos rondas de eliminatorias directas a doble vuelta, enfrentando la primera ronda al segundo de un grupo con el tercero del otro grupo. Los ganadores de cada eliminatoria se clasificaron para la ronda final. En todo caso el partido de vuelta se disputaró en el campo del equipo que terminó la fase regular de la competición en una posición más alta, o en su defecto con un mayor promedio de puntos por partido disputado.
Equipos clasificados
| Pos. | Grupo A       | Pts. | Prom. |
| ---- | ------------- | ---- | ----- |
| 2.º  | Unami C.P.    | 74   | 2,467 |
| 3.º  | Turégano C.F. | 59   | 1,967 |

| Pos. | Grupo B         | Pts. | Prom. |
| ---- | --------------- | ---- | ----- |
| 2.º  | C.D. Villaralbo | 67   | 2,094 |
| 3.º  | C.D. Mojados    | 60   | 1,875 |

|  | Semifinales                | Semifinales                | Semifinales                | Semifinales                | Semifinales                |   |      | Final                    | Final                    | Final                    | Final                    | Final                    |  |
|  | 4 de junio/ 11-12 de junio | 4 de junio/ 11-12 de junio | 4 de junio/ 11-12 de junio | 4 de junio/ 11-12 de junio | 4 de junio/ 11-12 de junio |   |      | 18 de junio/ 25 de junio | 18 de junio/ 25 de junio | 18 de junio/ 25 de junio | 18 de junio/ 25 de junio | 18 de junio/ 25 de junio |  |
|  |                            |                            |                            |                            |                            |   |      |                          |                          |                          |                          |                          |  |
|  |                            |                            |                            |                            |                            |   |      |                          |                          |                          |                          |                          |  |
|  | 3º A                       | Turégano C.F. (v)          | 2                          | 1                          | 3                          |   |      |                          |                          |                          |                          |                          |  |
|  | 3º A                       | Turégano C.F. (v)          | 2                          | 1                          | 3                          |   |      |                          |                          |                          |                          |                          |  |
|  | 2º B                       | C.D. Villaralbo            | 0                          | 3                          | 3                          |   |      |                          |                          |                          |                          |                          |  |
|  | 2º B                       | C.D. Villaralbo            | 0                          | 3                          | 3                          |   | 3º A | Turégano C.F.            | 2                        | 1                        | 3                        |                          |  |
|  |                            |                            |                            |                            |                            |   | 3º A | Turégano C.F.            | 2                        | 1                        | 3                        |                          |  |
|  |                            |                            | 2º A                       | Unami C.P. (s)             | 1                          | 2 | 3    |                          |                          |                          |                          |                          |  |
|  | 3º B                       | C.D. Mojados               | 2º A                       | Unami C.P. (s)             | 1                          | 2 | 3    | 1                        | 3                        | 4                        |                          |                          |  |
|  | 3º B                       | C.D. Mojados               |                            |                            |                            |   |      | 1                        | 3                        | 4                        |                          |                          |  |
|  | 2º A                       | Unami C.P.                 | 3                          | 3                          | 6                          |   |      |                          |                          |                          |                          |                          |  |
|  | 2º A                       | Unami C.P.                 | 3                          | 3                          | 6                          |   |      |                          |                          |                          |                          |                          |  |
|  |                            |                            |                            |                            |                            |   |      |                          |                          |                          |                          |                          |  |

### Semifinales

#### C.D. Mojados – Unami C.P.
| 04 de junio de 2022, 18:00 | C.D. Mojados          | 1:3 (0:0) | Unami C.P.                                                         | C.M. Mojados, Mojados        |                              |
|                            | - Samuel Aparicio 48' | Reporte   | - 62' Domingo Pérez - 81' Alejandro Rogero - 90' Javier de la Cruz | Árbitro(s): Pascual Valbuena | Árbitro(s): Pascual Valbuena |

| 11 de junio de 2022, 19:00 | Unami C.P.                                                          | 3:3 (1:2) (Global 6:4) | C.D. Mojados                                | La Albuera, Segovia         |                             |
|                            | - Adrián Contreras 10' - Alejandro Rogero 88' - Diego Fernández 90' | Reporte                | - 4' 32' Jesús García - 76' Samuel Aparicio | Árbitro(s): Íñigo Hernández | Árbitro(s): Íñigo Hernández |

#### Turegano C.F. – C.D. Villaralbo
| 04 de junio de 2022, 18:30 | Turegano C.F.                            | 2:0 (0:0) | C.D. Villaralbo | El Burgo Turégano, Turégano |                           |
|                            | - Luis Eugercios 61' - Carlos García 65' | Reporte   |                 | Árbitro(s): Suárez Larrén   | Árbitro(s): Suárez Larrén |

| 12 de junio de 2022, 18:00 | C.D. Villaralbo                     | 3:1 (2:1) (Global 3:3) | Turegano C.F.        | C.M. Los Barreros, Villaralbo |                          |
|                            | - Emmanuel Tomás Manero 14' 35' 57' | Reporte                | - 12' David Martínez | Árbitro(s): García Presa      | Árbitro(s): García Presa |

### Final

#### Turégano C.F. – Unami C.P.
| 18 de junio de 2022, 19:00 | Turégano C.F.                                      | 2:1 (1:1) | Unami C.P.                            | El Burgo Turégano, Turégano |                             |
|                            | - Guillermo Martín 17' (pen.) - Luis Eugercios 80' | Reporte   | - 42' (pen.) Vicente Antonio Zaragoza | Árbitro(s): González Merino | Árbitro(s): González Merino |

| 25 de junio de 2022, 20:00 | Unami C.P.                                 | 2:1 (0:0) (Global 3:3) | Turégano C.F.                 | La Albuera, Segovia      |                          |
|                            | - Joaquín Martín 50' - Diego Alcubilla 56' |                        | - 72' (pen.) Guillermo Martín | Árbitro(s): Heras Elvira | Árbitro(s): Heras Elvira |

| Asciende a Tercera Federación Unami C.P. |

## Ascendidos a Tercera División RFEF
| Bandera de Castilla y León | Bandera de Castilla y León | Bandera de Castilla y León |
| C.D. Becerril              | S.D. Ponferradina "B"      | Unami C.P.                 |
| 1.° Grupo A                | 1.° Grupo B                | 2.° Grupo A                |

## Clasificados para la Copa del Rey
| Bandera de Castilla y León |
| Turégano C.F.              |
| 3.° Grupo A                |